# Paramoera bucki
Paramoera bucki är en kräftdjursart som beskrevs av Staude 1995. Paramoera bucki ingår i släktet Paramoera och familjen Eusiridae. Inga underarter finns listade i Catalogue of Life.